# Mafkar al-Gharbi
Mafkar al-Gharbi (tiếng Ả Rập: مفكر الغربي) là một ngôi làng Syria nằm ở phó huyện Barri Sharqi ở huyện Salamiyah, Hama. Theo Cục Thống kê Trung ương Syria (CBS), Mafkar al-Gharbi có dân số 803 trong cuộc điều tra dân số năm 2004.